# Буренічево
Бурені́чево (рос. Буреничево) — селище у складі Кемеровського округу Кемеровської області, Росія.

## Населення
Населення — 193 особи (2010; 121 у 2002).
Національний склад (станом на 2002 рік):
- росіяни — 90 %